# Bror Thordeman
Bror Johan Nerén Thordeman, född 15 juni 1885 i Enåker i Västmanland, död 24 november 1977, var en svensk kapten inom artilleriet och kartograf. Han gifte sig 1917 med Edla von Post. De fick två söner, Erik och Jan.
Bror Thordemans militära karriär inleddes 1907 som underlöjtnant i Wendes artilleriregementes reserv (A 3, Kristianstad). Han blev 1912 löjtnant och 1925 kapten. Han studerade vid Tekniska högskolan (KTH) och Stockholms högskola. Han var 1914-1950 kartredaktör vid Generalstabens litografiska anstalt och chef för GLA:s avdelningar för kartografi och litografi. Utöver nedan uppräknade böcker, redigerade han också flera kartor.
Han var 1922-1949 redaktör för tidskriften Globen (meddelanden utgivna av Generalstabens litografiska anstalt, Libris 3413002).